# Guerre des Sept Chefs

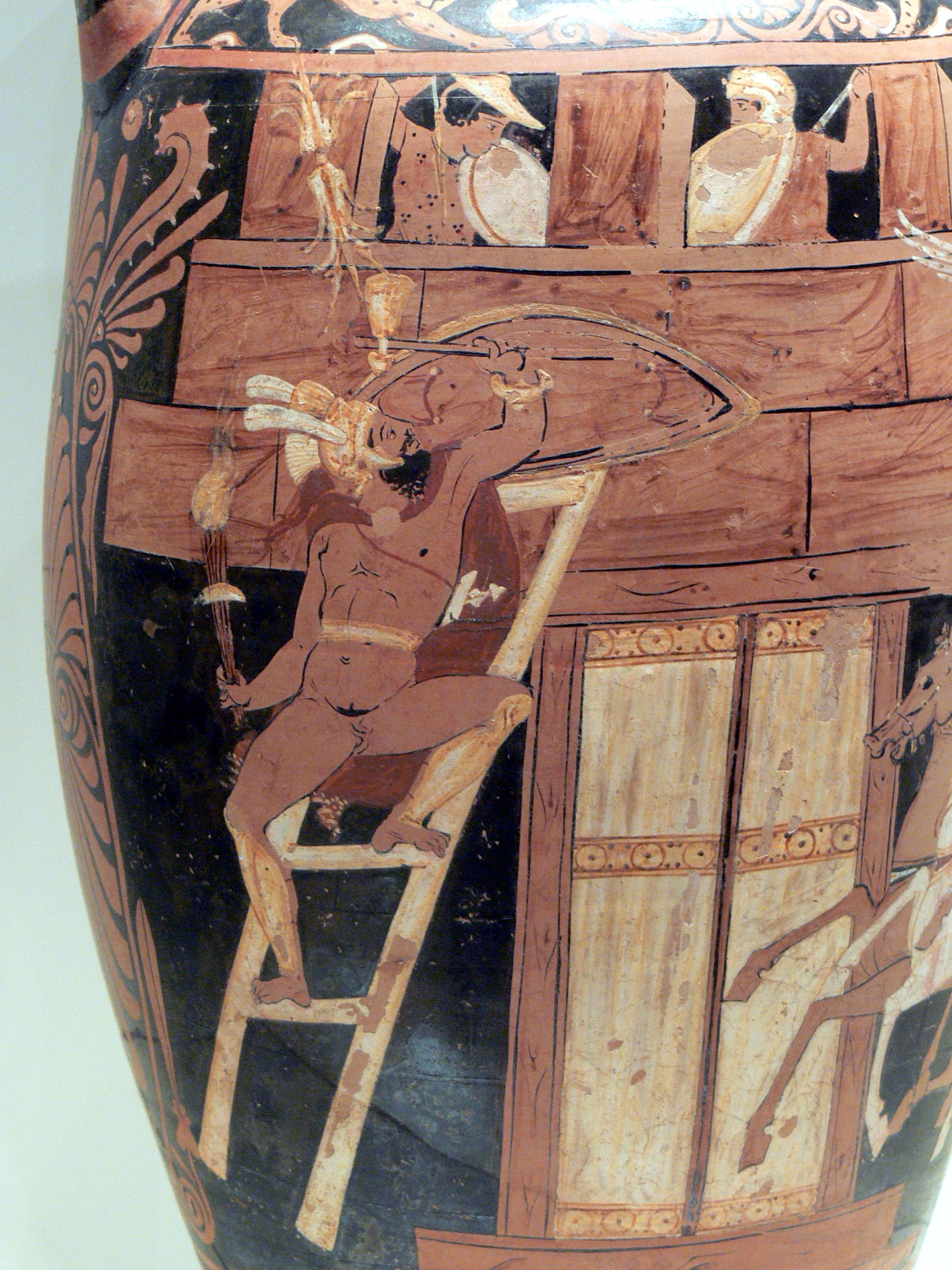
Scène tirée des Sept contre Thèbes : Capanée monte aux remparts de Thèbes pour atteindre Créon, amphore campanienne à figures rouges,, Villa Getty (Malibu)

Dans la mythologie grecque, la guerre des Sept Chefs est une expédition militaire montée contre Thèbes, une génération avant la guerre de Troie. Elle intervient dans le contexte de la succession d'Œdipe et de l'exil de Polynice (fils d'Œdipe) par son frère Étéocle, qui s'est emparé du trône de la cité.
La guerre des Sept Chefs était le sujet de la Thébaïde, une épopée perdue de la Grèce antique rattachée au Cycle thébain.

## Mythe

### Préliminaires
Une mention de l’Iliade (IV, 376-381) rapporte que Polynice et Tydée se rendent ensemble à Mycènes « pour rassembler les peuples et faire une expédition contre les saintes murailles de Thèbes » ; mais de mauvais présages de Zeus ruinent cette initiative.
| Apollodore (Bib., III, 6, 3) Diodore (Bib., IV, 65, 7) Euripide (Phé., 1104 sqq.) Hygin (Fab., LXX) Stace (Thé., IV, 62-247) | Apollodore (ibid., variante) | Euripide (Sup., 860 sqq.) Eschyle (Sep., 375 sqq.) Sophocle (ŒC, 1313 sqq.) | Pausanias (X, 10, 3) |
| --- | ---------------------------- | --------------------------------------------------------------------------- | -------------------- |
| Adraste | Adraste                      |                                                                             | Adraste              |
| |                              |                                                                             | Alithersès           |
| Amphiaraos | Amphiaraos                   | Amphiaraos                                                                  |                      |
| Capanée | Capanée                      | Capanée                                                                     | Capanée              |
| | Étéocle fils d'Iphis         | Étéocle fils d'Iphis                                                        | Étéocle fils d'Iphis |
| Hippomédon | Hippomédon                   | Hippomédon                                                                  | Hippomédon           |
| Parthénopée | Parthénopée                  | Parthénopée                                                                 |                      |
| Polynice |                              | Polynice                                                                    | Polynice             |
| Tydée |                              | Tydée                                                                       | Tydée                |
| | Mécistée                     |                                                                             |                      |

Un champion argien est posté devant chacune des portes de Thèbes et tous trouvent la mort dans un assaut final où Étéocle et Polynice eux-mêmes s'entretuent.

## Sources

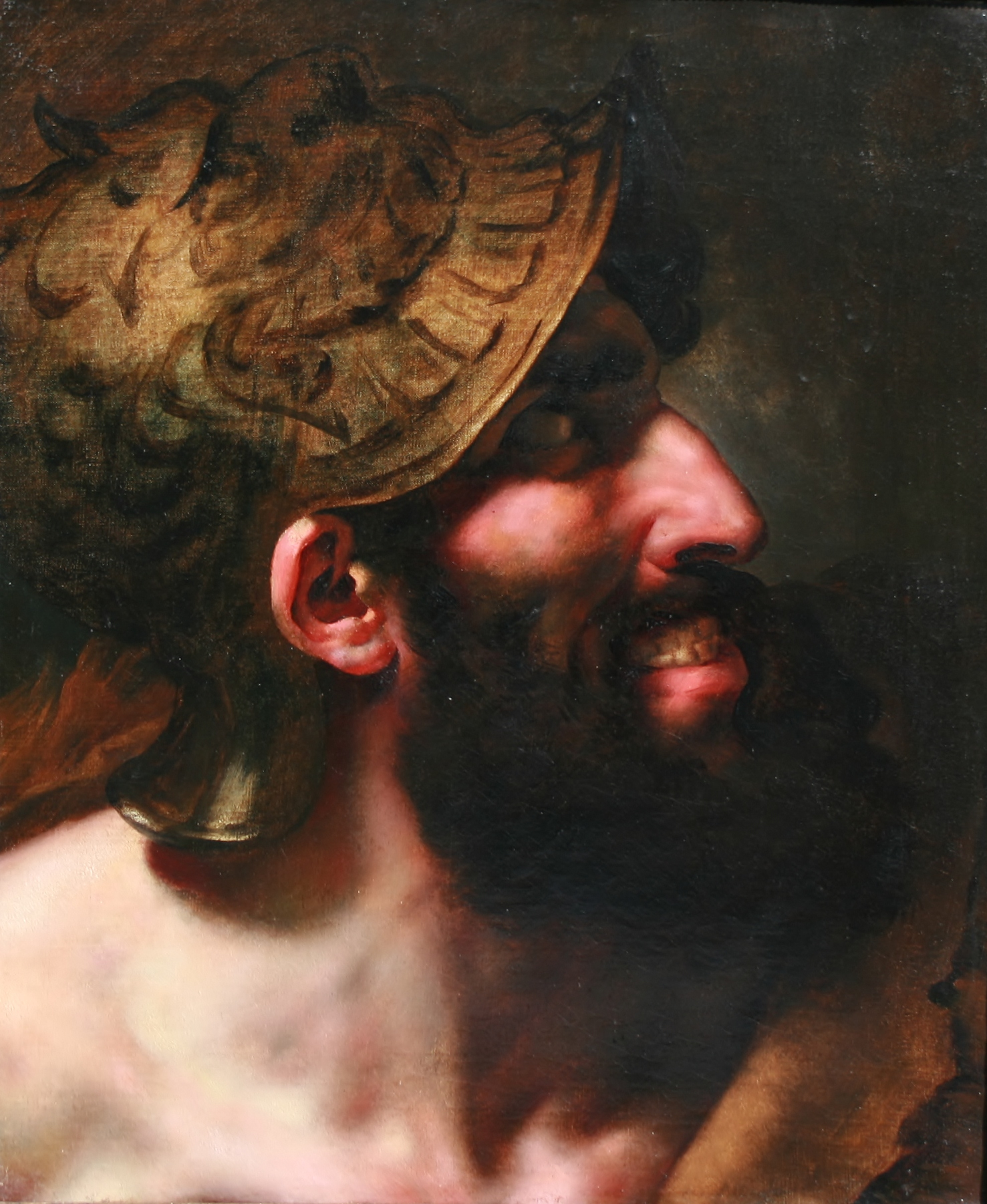
Capanée, tête du blasphémateur par Girodet

Sans doute très présente dans la tradition orale archaïque, cette guerre est mentionnée notamment dans l’Iliade, le Cycle thébain et les Travaux et les Jours (v. 161–163). Ce sont cependant les sources classiques qui donnent le plus d'indications à son sujet.
- Pseudo-Apollodore, Bibliothèque [détail des éditions] [lire en ligne] (III, 6, 1 à 8).
- Homère, Iliade [détail des éditions] [lire en ligne] (IV, 376 et suiv.).
- Hésiode, Les Travaux et les Jours [détail des éditions] [lire en ligne] (v. 161-163).
- La Thébaïde.
- Les Suppliantes, tragédie grecque d'Euripide.
- Les Phéniciennes, tragédie grecque d'Euripide.
- Les Sept contre Thèbes, tragédie grecque d'Eschyle.